# Wassup
Wassup è un singolo del rapper statunitense 6ix9ine pubblicato a sorpresa il 20 agosto 2024. Il singolo è stato rivelato in anticipo sul suo canale instagram quattro giorni prima dell'uscita, la cui data non era stata annunciata. Il video è stato cancellato da youtube per contenuto pornografico e poi ripristinato in versione censurata e ad accesso vietato ai minori.

## Traccia
1. Wassup – 2:21 (testo: 6ix9ine – musica: AModel)